# Терса (зупинний пункт)
Терса́ — пасажирський  залізничний зупинний пункт Дніпровської дирекції Придніпровської залізниці на лінії Синельникове II — Чаплине між станціями Роздори (10 км) та Письменна (8 км). Розташований поблизу дачних ділянок між селами Солонці та Роздолля Синельниківського району Дніпропетровської області.

## Пасажирське сполучення
На платформі Терса зупиняються приміські електропоїзди Синельниківського та Чаплинського напрямків.